# Krňovice

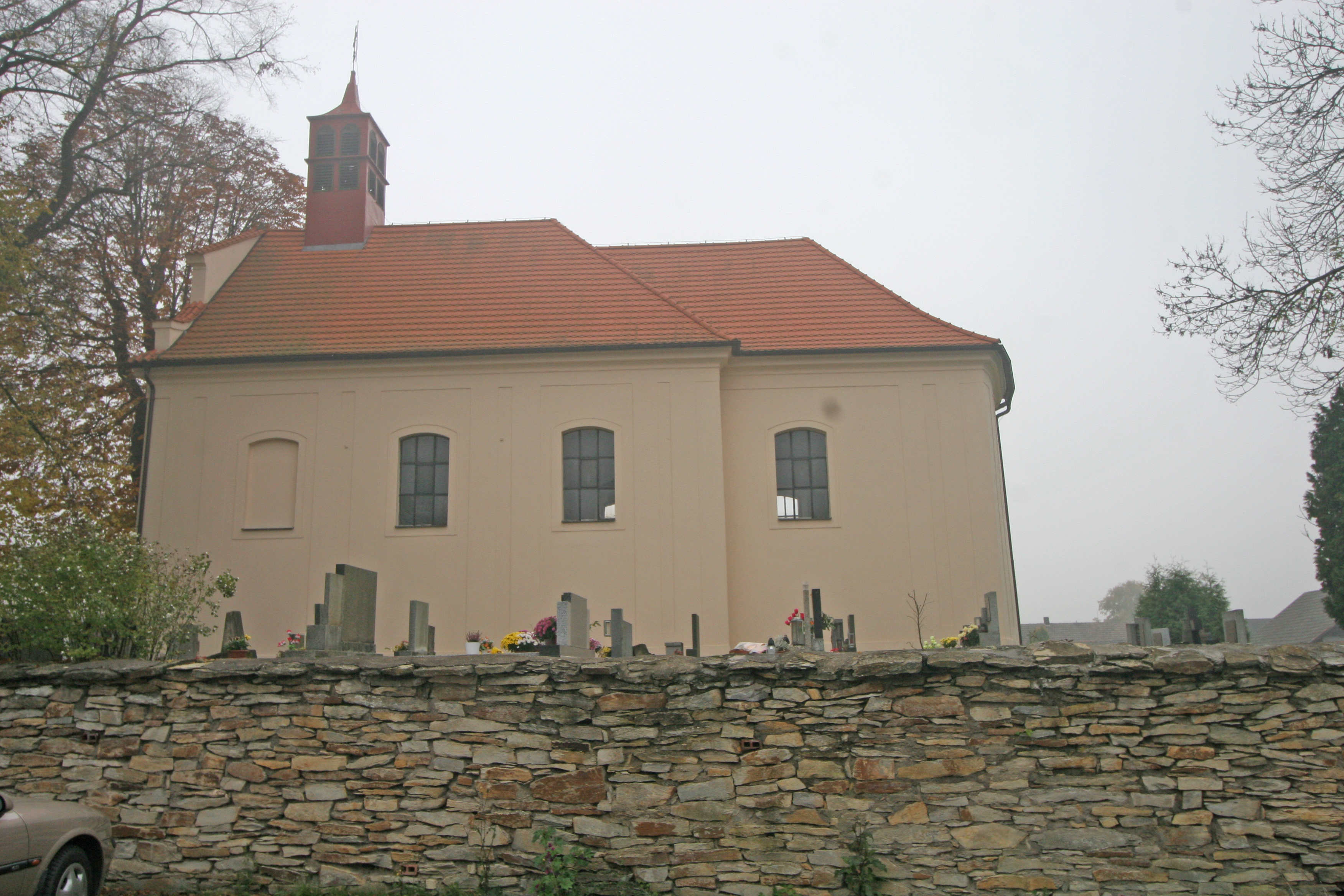
Kirche Mariä Himmelfahrt

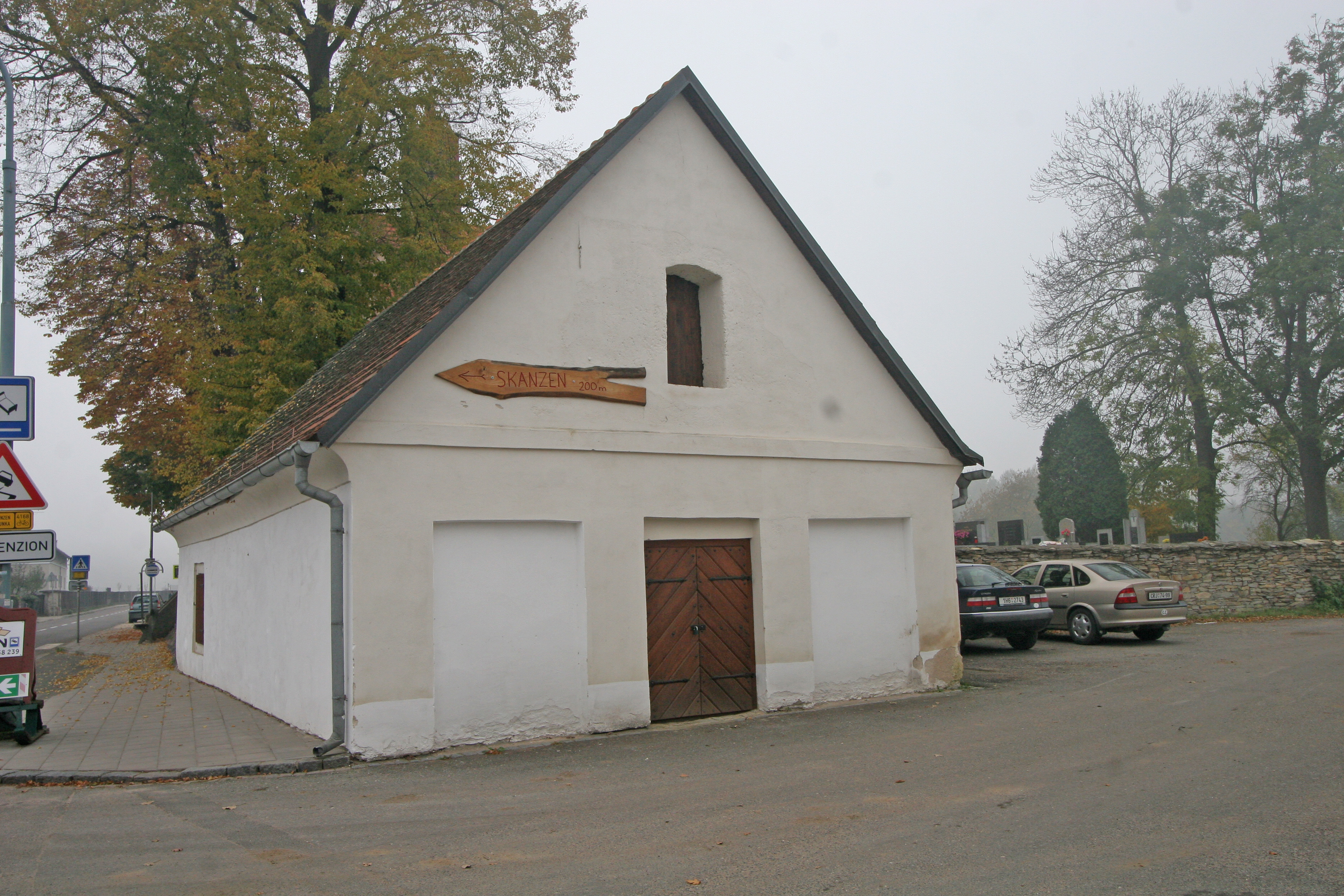
Eiskeller

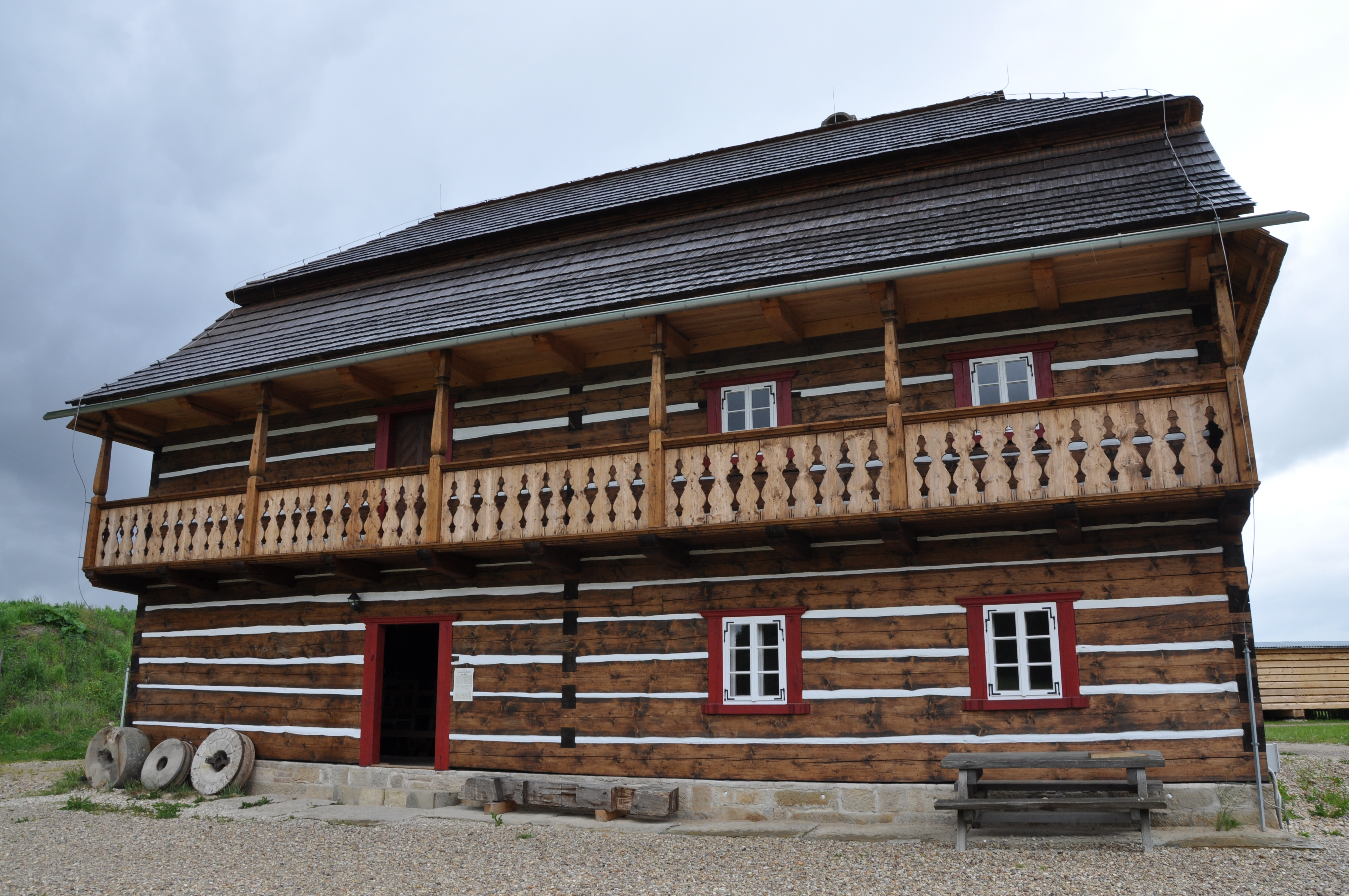
Bělečský mlýn im Skanzen

Krňovice (deutsch Krniowitz) ist ein Ortsteil der Stadt Třebechovice pod Orebem in Tschechien. Er liegt elf Kilometer östlich des Stadtzentrums von Hradec Králové und gehört zum Okres Hradec Králové.

## Geographie
Krňovice befindet sich linksseitig der Orlice am Rande des Naturparks Orlice in den Orlické nivy (Adlerauen). Durch das Dorf führt die Staatsstraße II/298 zwischen Třebechovice pod Orebem und Býšť. Im Süden erstreckt sich der Großbieltscher Forst. Südlich erhebt sich die Sládková (274 m n.m.).
Nachbarorte sind Třebechovice pod Orebem im Norden und Nordosten, Dvůr, Křivice und Lickov im Osten, Štěnkov im Südosten, Marokánka, Bělečko und Poděbradka im Süden, Hoděšovice, Nový Hradec Králové, Bělečský Mlýn und Osada Kováků im Südwesten, Běleč nad Orlicí im Westen sowie Nepasice im Nordwesten.

## Geschichte
Die erste urkundliche Erwähnung von Krňovice erfolgte im Jahre 1362 als Vladikensitz. Die Kirche ist seit 1393 nachweislich. Später wurde das Gut an die Feste Třebechovice angeschlossen. 1496 verkaufte Johanka von Březovice die von ihrem Vater Přibík Kroměšín von Březovice geerbte Feste Třebechovice mit dem Hof Třebechovice, einigen Städtchen und elf Dörfern, darunter Krňovice, für 5000 Böhmische Groschen an Nikolaus d. J. Trčka von Lípa, der sie mit seiner Herrschaft Opočno vereinigte. Nach dem Tode von Jan Rudolf Trčka von Lípa wurde die Herrschaft Opočno durch König Ferdinand II. konfisziert und 1635 an die Brüder Hieronymus und Rudolf von Colloredo-Waldsee verpfändet. Ab 1789 folgten die Grafen Colloredo-Mannsfeld, die die Herrschaft bis zur Mitte des 19. Jahrhunderts besaßen.
Im Jahre 1836 bestand das im Königgrätzer Kreis gelegene Dorf Krniowitz aus 22 Häusern, in denen 151 Personen, darunter 21 Protestanten, lebten. Im Ort gab es die zum Pfarrsprengel Hohenbruck gehörige katholische Filialkirche Mariä Himmelfahrt und ein Wirtshaus. Das evangelische Bethaus befand sich in Kloster. Bis zur Mitte des 19. Jahrhunderts blieb das Dorf der Herrschaft Opočno untertänig.
Nach der Aufhebung der Patrimonialherrschaften bildete Krňovice ab 1849 eine Gemeinde im Gerichtsbezirk Königgrätz. Ab 1868 gehörte die Gemeinde zum Bezirk Königgrätz. Die Protestanten wurden 1870 von Kloster nach Hohenbruck umgepfarrt. Im Jahre 1927 hatte Krňovice 131 Einwohner.
1949 wurde Krňovice dem Okres Hradec Králové-okolí zugeordnet; dieser wurde im Zuge der Gebietsreform von 1960 aufgehoben, seitdem gehörte die Gemeinde zum Okres Hradec Králové. Am 14. Juni 1964 wurde Krňovice nach Třebechovice eingemeindet.
Am 3. März 1991 hatte der Ort 76 Einwohner; beim Zensus von 2001 lebten in den 28 Wohnhäusern von Krňovice wiederum 76 Personen.

## Ortsgliederung
Der Ortsteil Krňovice bildet einen Katastralbezirk.

## Sehenswürdigkeiten
- Kirche Mariä Himmelfahrt, der im 14. Jahrhundert errichtete Bau wurde im 18. Jahrhundert im Stil des Spätbarock, später klassizistisch umgebaut. Das Areal der Kirche einschließlich der Friedhofsmauer und des Friedhofstores wurde 2003 zum Kulturdenkmal erklärt.[4]
- Eiskeller an der Kirche
- Muzeum Skanzen Krňovice
- Steinernes Kreuz